# Stefano De Piccoli
Stefano De Piccoli (1 de mayo de 1981) es un deportista italiano que compitió en remo. Ganó una medalla de plata en el Campeonato Mundial de Remo de 2004, en la prueba de ocho con timonel ligero.

## Palmarés internacional
| Campeonato Mundial | Campeonato Mundial | Campeonato Mundial | Campeonato Mundial      |
| Año                | Lugar              | Medalla            | Prueba                  |
| ------------------ | ------------------ | ------------------ | ----------------------- |
| 2004               | Bañolas (España)   | Medalla de plata   | Ocho con timonel ligero |